# Estadio del Gran Cisne de Niigata
Estadio Niigata (新潟スタジアム Niigata Sutajiamu?), de nombre original Denka Big Swan Stadium (デンカビッグスワンスタジアム Estadio del Gran Cisne de Niigata?), es un estadio multipropósito de la ciudad de Niigata, capital de la Prefectura de Niigata, en Japón. El estadio fue inaugurado en 1993 y posee una capacidad para 45 000 espectadores, es el recinto donde juega de local el club Albirex Niigata de la J-League.

## Copa Mundial de Fútbol de 2002
- ver Copa Mundial de Fútbol de 2002.

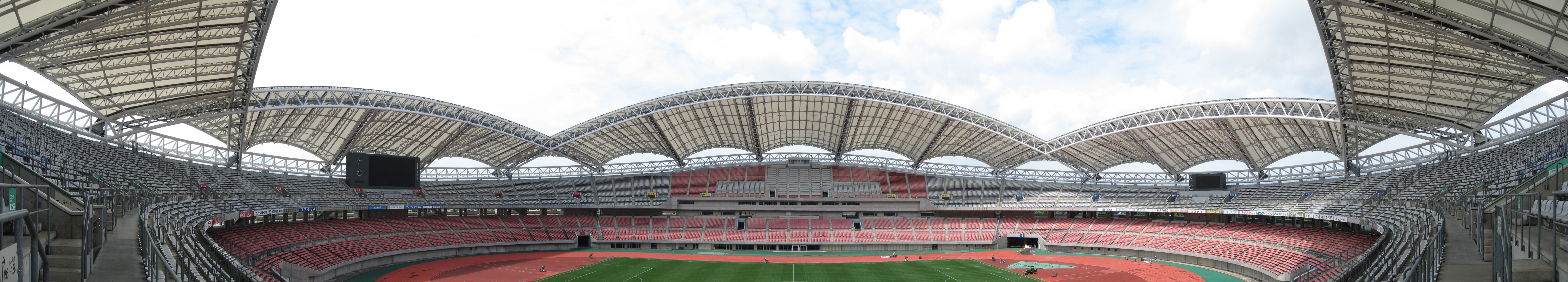
Panorámica del estadio.

| Fecha      | Selección | Resultado | Selección  | Ronda            |
| ---------- | --------- | --------- | ---------- | ---------------- |
| 1-06-2002  | Irlanda   | 1 - 1     | Camerún    | Grupo E          |
| 3-06-2002  | Croacia   | 0 - 1     | México     | Grupo G          |
| 15-06-2002 | Dinamarca | 0 - 3     | Inglaterra | Octavos de final |